# Gerda Jensen
Gerda Jensen var en dansk skuespiller, der medvirkede i to stumfilm i 1907.

## Filmografi
- 1907 – Den hvide Slavinde (som den unge pige; instruktør Viggo Larsen)
- 1907 – Der var engang (instruktør Viggo Larsen, Gustav Lund)